# Românești-Höhle
Die Românești-Höhle (rumänisch Peștera Românești, auch Peștera Mare de la Fereșești oder Peștera cu Apă) ist die bekannteste Höhle im Poiana-Ruscă-Gebirge. Die Höhle befindet sich südöstlich des Dorfes Românești im Kreis Timiș, Banat, Rumänien und ist für die symphonischen Konzerte, die alljährlich von der Banater Philharmonie der Stadt Timișoara hier aufgeführt werden, bekannt.

## Beschreibung
Die Românești-Höhle erstreckt sich auf einer Gesamtlänge von 1450 Metern über drei Etagen. Der Haupteingang ist 9,5 Meter breit und 2 Meter hoch, was eine Sicht bis zu 70 Metern ermöglicht. Der Fledermaussaal ist von einer Fledermauskolonie bevölkert. Die Temperatur liegt bei 14 Grad Celsius.

## Geschichte
Erste speläologische Forschungen machte Theodor Ortvay-Orthmayr bereits im 19. Jahrhundert (1872). Archäologische Grabungen im Jahr 1949 legten Knochen eines Höhlenbären (Ursus Spelaeus) und Keramik aus dem Neolithikum frei. Ein Getreidevorratsspeicher und Keramikteile aus der Theiß- und Coțofeni-Kultur sowie eine Feuerstelle wurden freigelegt. Diese befinden sich heute im Banater Museum in Timișoara, wo sich auch die Knochenfunde des Höhlenbären befinden.
Im Jahr 2022 berichteten Forscher den Fund zahlreicher Steinwerkzeuge, die Einblicke in das Leben und in die handwerklichen Fähigkeiten der ersten anatomisch modernen Menschen in Europa vor etwa 40.000 Jahren gewähren.  In der Höhle seien damals standardisierte Klingen aus behauenem Stein hergestellt wurden, „die vermutlich als Einsätze für Pfeile oder Speere dienten“. Außerdem seien Schleifsteine „zum Richten von Holzschäften verwendet worden“. Das deute darauf hin, „dass Româneşti eine Art Projektilwerkstatt war“. Mikroskopische Analysen der Oberflächen der Steinartefakte zeigen den Forschern zufolge, dass die meisten von ihnen nie benutzt wurden. Dies deute darauf hin, „dass die Stätte zur Herstellung für Werkzeuge genutzt wurde, die später an einen anderen Ort transportiert wurden“.

## Konzerte
Die Românesti-Höhle ist für ihre beeindruckende Akustik bekannt. Das erste Konzert fand am 27. September 1984 auf Anregung des Temeswarer Arztes und Bergfreundes Constantin Lupu statt und wurde von den Lehrern des Temeswarer Musiklyzeums Ion Vidu ausgetragen.
Die gute Resonanz im In- und Ausland veranlasste die Organisatoren zu weiteren Konzerten dieser Art. Mittlerweile findet das Konzert jährlich jeweils am dritten Sonntag im Oktober statt. An den Konzerten nahmen bisher Orchester, Solisten und Musikfreunde aus über 35 Ländern teil. Der Besucherrekord lag bei 4000 verkauften Tickets. Wegen der hohen Luftfeuchtigkeit in der Höhle dauern die Konzerte höchstens 90 Minuten.

## Anfahrt
Die Anfahrt erfolgt über die Nationalstraße (rumänisch: Drum Național) DN68A Deva-Lugoj und danach in Richtung Coșava – Valea lui Liman – Românești. Der letzte Abschnitt ist ein einstündiger Fußweg vom Dorf Românești bis zur Höhle.